# Hpa-an (kommun)
Hpa-An är en kommun i Myanmar.   Den ligger i regionen Karen, i den södra delen av landet, 300 km sydost om huvudstaden Naypyidaw. Antalet invånare är 427 592.